# Furacão Paul (1982)
O furacão Paul foi a décima sexta tempestade nomeada e o décimo furacão da temporada de furacões no Pacífico de 1982. Atingindo a América Central como uma depressão tropical, provocou por lá chuvas torrenciais nas áreas montanhosas da região, causando deslizamentos de terra que mataram mais de 1.000 pessoas. Depois, Paul atingiu a Península da Baixa Califórnia no México como um furacão de categoria 2 na escala de furacões de Saffir-Simpson. O furacão foi o segundo furacão do Pacífico mais mortífero da história registrada, somente perdendo para o Furacão do México em 1959.